# Заблоцькі-Десятовські
Заблоцькі-Десятовські (рос. Заболоцкие-Десятовские) — український шляхетський та старшинський рід.

## Походження
Згідно з родинною легендою походить від Григорія Заблоцького, генерального возного Люблінського коронного трибуналу (поч. XVII ст.). Наприкінці XVII ст. його нащадки оселилися в Гетьманщині та обіймали старшинські уряди (посади). Син цього шляхтича, Петро Григорович Заблоцький переселився у Гетьманщину, в Стародубський полк, придбавши в Стародубському повіті село Десятусі (звідси й друга частина прізвища - Десятовський), служив значковим товаришем в Стародубській полковій сотні й писався уже як Петро Заблоцький-Десятовський.

## Опис герба
У блакитному полі підкова, що супроводжується всередині золотим кавалерським хрестом над яким знаходиться стріла (Бялиня).
Щит увінчаний дворянським нашоломником і короною. Нашоломник: п'ять страусиних пір'їв.

## Відомі представники
- Михайло Парфенович Заблоцький-Десятовський (1805–1858) — статистик і економіст, автор низки праць, серед яких фундаментальне дослідження «Историческое исследование о ценностях в древней России» (Санкт-Петербург, 1854). Публікувався у «Петербургских ведомостях» та «Экономическом указателе», ред. одного з перших вид. Рос. геогр. т-ва «Сборник статистических сведений о России» (С.-Петербург, 1851).[джерело?]

- Андрій Парфенович Заблоцький-Десятовський (1807–1881) — економіст, журналіст, держ. і освіт. діяч. Соратник графа П.Кисельова, прибічник ідеї скасування кріпацтва. Разом з кн. В.Одоєвським 1843 заснував серію книжок для просвітництва селянства. Редагував «Земледельческую газету» (1853–1859). Автор багатьох праць, присвячених проблемам фінансів, статистики, землеробства, серед яких найзначніші: «Статистическое обозрение Петербурга» (С.-Петербург, 1833), «Обозрение государственных доходов России» (С.-Петербург, 1868), «Финансовое управление и финансы Пруссии» (С.-Петербург, 1871). З 1859 — статс-секретар в Департаменті законів Держ. ради Російської імперії, з 1875 — член Державної ради.

- Павло Парфенович Заблоцький-Десятовський (1814–1882) — хірург, автор праць з суд. медицини, хірургії, проф. Медико-хірургічної академії (С.-Петербург), засновник хірургічного музею при академії.